# Eben Alexander
Eben Alexander III, né le 11 décembre 1953 à Charlotte (Caroline du Nord), est un neurochirurgien américain. Il est surtout connu comme l'auteur du récit d'une expérience de mort imminente controversée, Proof of Heaven: A Neurosurgeon's Journey into the Afterlife.

## Biographie et éducation
Alexander est le fils adoptif d'une famille de savants, juristes et médecins. Sa scolarité s'est déroulée à la Phillips Exeter Academy (classe de 1972), à l'University of North Carolina at Chapel Hill (AB, 1975), et à Duke University School of Medicine (MD, 1981). 
Alexander a été interne en chirurgie générale au Duke University Medical Center, un résident à l'Université Duke, Newcastle (Royaume-Uni) Hôpital général. Il était un résident assistant de recherche au Brigham and Women's Hospital et au Massachusetts General Hospital et est certifié par l'American College of Surgeons (F.A.C.S.).

## Carrière

### Nominations académiques et cliniques
Alexander a enseigné au Duke University Medical Center, au Brigham and Women's Hospital, à la Harvard Medical School, l'University of Massachusetts Medical School, et l'University of Virginia Medical School.

### Activités professionnelles
Alexander est un membre de l'American Medical Association et diverses autres sociétés professionnelles. Il a participé aux comités de lecture de plusieurs revues.

## La Preuve du Paradis

### Contenu
Alexander est l'auteur du livre autobiographique Proof of Heaven dans lequel il affirme avoir eu des expériences de mort imminente lors d'une méningite bactérienne qui l'aurait plongé dans un coma en 2008. Selon lui, son expérience prouve que la conscience est indépendante du cerveau, que la mort est une transition, et que l'éternité d'une splendeur parfaite nous attend dans l'au-delà.
Depuis la sortie du livre, il a donné des conférences partout dans le monde.
Le 21 septembre 2014, Proof of Heaven était sur la liste des Best-seller du New York Times pendant 97 semaines.

### Critique et réaction
Dans une vaste enquête sur le récit d'Alexander et son aspect médical, le magazine Esquire a signalé en août 2013 que, avant la publication de la Preuve de Paradis, Alexander avait été congédié ou suspendu de plusieurs postes hospitaliers, et avait fait l'objet de plusieurs poursuites pour faute professionnelle, dont au moins deux impliquant la modification des dossiers médicaux pour couvrir une erreur médicale,.
Le magazine a également trouvé lors de son enquête des divergences avec ce qu'affirme Alexander dans son livre. Parmi les divergences, selon un compte rendu de l'article Esquire dans Forbes, Alexander écrit qu'il a plongé dans le coma à la suite d'une méningite bactérienne grave qui lui a attaqué le cortex. Le médecin urgentiste affirme par contre que le coma a été médicalement induit et le patient était conscient, mais délirant,,.
Le médecin Jean-Pierre Jourdan, président de l'association IANDS-France, souligne par ailleurs qu'une méningite est une inflammation des méninges qui n'affecte pas le cortex. On parle dans ce cas d'encéphalite. Il ajoute que si le cortex avait été touché par E. coli, il en aurait gardé des séquelles graves, le cortex étant un tissu qui ne se régénère pas. Tout ceci suggère une dramatisation dans le but de servir l'hypothèse d'une conscience extra-neuronale.
Alexander a publié une déclaration après la publication de l'article d'Esquire : « J'ai écrit un récit véridique de mes expériences dans Proof of Heaven et j'ai reconnu dans le livre autant mes réalisations professionnelles et personnelles  que mes déboires, je maintiens chaque mot de ce livre et ai fait de ce message mon but de vie. L'article cynique d'Esquire déforme les faits de ma carrière de 25 ans en tant que neurochirurgien et est un exemple classique de la façon dont les affirmations et les informations montées en épingle peuvent être assemblées au détriment de la vérité ».
Le livre d'Alexander a été critiqué par le scientifique Sam Harris qui décrit le compte-rendu de l'EMI d'Alexandre (chronique dans Newsweek, octobre 2012) comme « inquiétemment non scientifique » et que « tout - absolument tout - dans le compte-rendu d'Alexander repose sur des affirmations répétées que ses visions du ciel produites lorsque son cortex cérébral a été « arrêté », « inactivé », « complètement éteint », « totalement déconnecté » et « assommé par une complète inactivité ». La preuve qu'il fournit pour cette assertion est non seulement inadéquate - elle suggère qu'il ne sait rien au sujet de la science du cerveau ». « Même dans les cas où le cerveau est soupçonné de s'être arrêté, son activité doit se rétablir si le sujet est capable de survivre et de décrire l'expérience. Dans de tels cas, il n'y a généralement pas de moyen d'établir que l'EMI a eu lieu alors que le cerveau était déconnecté. » Le neurologue et écrivain Oliver Sacks est en accord avec Harris en disant que « le fait de nier la possibilité d'une explication naturelle pour une NDE, comme le Dr Alexander le fait, est plus que non scientifique, c'est anti-scientifique "..." La seule hypothèse la plus plausible dans le cas du Dr Alexander ... est que son EMI n'est pas produite durant le coma, mais à l'interface du coma lorsque son cortex était en pleine fonction (lorsque les médecins le sortaient temporairement du coma). Il est curieux qu'il ne permette pas cette explication évidente et naturelle, mais insiste plutôt sur une expérience surnaturelle. »
En novembre 2012, Alexander a répondu aux critiques dans un second article de Newsweek : 
« Les critiques ont soutenu que mon expérience de mort imminente, comme d'autres expériences similaires vécues par d'autres avant moi, était un délire cérébral bricolé par mes synapses seulement après qu'elles se sont en quelque sorte remises de l'attaque foudroyante qui a duré une semaine [...] J'ai également connu cette période de transition, lorsque mon esprit a commencé à reprendre conscience : Je me souviens d'un vif cauchemar paranoïaque dans lequel ma femme et mes médecins essayaient de me tuer, et je n'ai été sauvé d'une mort certaine que par un couple de ninjas après avoir été poussé d'un hôpital anticancéreux de 60 étages dans le sud de la Floride. Mais cette période de désorientation et de délire n'avait absolument rien à voir avec ce qui m'est arrivé avant que mon cortex ne commence à se rétablir, c'est-à-dire la période où il était fermé et incapable de soutenir la conscience. Au cours de cette période, j'ai vécu quelque chose de très similaire à ce que d'innombrables autres personnes ayant vécu une expérience de mort imminente ont vu : le passage à un domaine au-delà du physique et un vaste élargissement de ma conscience. La seule différence réelle entre mon expérience et celle des autres est que mon cerveau était, pour l'essentiel, plus mort que le leur. »